# Eleições parlamentares na Finlândia em 2007

As eleições legislativas de 2007 na Finlândia ocorreram em 18 de março de 2007, com votação antecipada entre 7 e 13 de março de 2007. Foram eleitos 200 deputados para o Parlamento Finlandês (Eduskunta) em 15 círculos eleitorais, utilizando um sistema de representação proporcional com o método d'Hondt.
No total, foram registrados 2.004 candidatos, dos quais 799 eram mulheres (39,9%). Cerca de três quartos dos candidatos pertenciam a partidos tradicionalmente representados no Parlamento. O número de deputadas eleitas aumentou para 84 (de 75 em 2003), alcançando um recorde de 42% da composição parlamentar, consolidando a Finlândia como líder em representação feminina.
Diversos parlamentares proeminentes optaram por não se recandidatar, como o ex-primeiro-ministro (1995–2003) e presidente do Parlamento, Paavo Lipponen, o ministro com o quinto maior tempo de serviço, Jan-Erik Enestam, e a ex-líder da Aliança de Esquerda, Suvi-Anne Siimes, que criticou duramente seu partido após renunciar em 2006. Por outro lado, figuras como o ex-ministro das Finanças e candidato presidencial Sauli Niinistö e o ex-deputado verde Pekka Haavisto retornaram ao Parlamento. Niinistö destacou-se ao receber 60.498 votos pessoais, o maior número individual da eleição.

## Contexto
As eleições de 2007 marcaram o centenário das primeiras eleições parlamentares finlandesas em 1907, que introduziram o sufrágio universal na Europa. Realizadas em um período de alto crescimento econômico, os debates focaram em redução de impostos (renda e alimentos), renda mínima garantida e expansão de serviços sociais. A participação eleitoral foi de 65,02%, a mais baixa desde 1939, com 2,77 milhões de votos válidos de um total de 4,29 milhões de eleitores registrados.

## Resultados
Os resultados das eleições de 18 de março de 2007 foram divulgados oficialmente pelo Ministério da Justiça da Finlândia. A distribuição de assentos entre os partidos foi a seguinte:
| Partido                                | Votos   | % de Votos | Assentos | Variação | % de Assentos |
| -------------------------------------- | ------- | ---------- | -------- | -------- | ------------- |
| Partido do Centro                      | 640.428 | 23,11      | 51       | -4       | 25,5          |
| Partido da Coligação Nacional          | 616.841 | 22,26      | 50       | +10      | 25,0          |
| Partido Social Democrata da Finlândia  | 594.194 | 21,44      | 45       | -8       | 22,5          |
| Aliança de Esquerda                    | 244.296 | 8,82       | 17       | -2       | 8,5           |
| Liga Verde                             | 234.429 | 8,46       | 15       | +1       | 7,5           |
| Democratas Cristãos                    | 134.790 | 4,86       | 7        | 0        | 3,5           |
| Partido do Povo Sueco                  | 126.520 | 4,57       | 9        | +1       | 4,5           |
| Verdadeiros Finlandeses                | 112.256 | 4,05       | 5        | +2       | 2,5           |
| Partido Comunista da Finlândia         | 18.277  | 0,66       | 0        | 0        | 0,0           |
| Partido dos Cidadãos Séniores          | 16.715  | 0,60       | 0        | 0        | 0,0           |
| Partido da Independência               | 5.541   | 0,20       | 0        | 0        | 0,0           |
| Azuis e Brancos do Povo da Finlândia   | 3.913   | 0,14       | 0        | 0        | 0,0           |
| Liberais                               | 3.171   | 0,11       | 0        | 0        | 0,0           |
| Pelos Pobres                           | 2.521   | 0,09       | 0        | 0        | 0,0           |
| Partido Comunista dos Trabalhadores    | 2.007   | 0,07       | 0        | 0        | 0,0           |
| Partido dos Trabalhadores da Finlândia | 1.764   | 0,06       | 0        | 0        | 0,0           |
| Outros                                 | 13.573  | 0,49       | 1(a)     | 0        | 0,5           |

(a) - Representante da província de Åland, eleito pelo Partido Cívico de Åland.
O Partido da Coligação Nacional, liderado por Jyrki Katainen, foi o maior ganhador, conquistando 10 assentos adicionais e tornando-se o segundo maior partido. O Partido do Centro, apesar de perder 4 assentos, manteve-se como o maior, com 51 deputados. Os Social Democratas e a Aliança de Esquerda sofreram perdas significativas (8 e 2 assentos, respectivamente), registrando os piores resultados dos partidos trabalhistas em um século — para os Social Democratas, o pior desde 1962. 

## Formação do Governo
Após as eleições, o primeiro-ministro em exercício, Matti Vanhanen (Partido do Centro), liderou as negociações para formar uma coalizão. Em 19 de abril de 2007, foi anunciado um governo de coalizão composto por Partido do Centro (51 assentos), Partido da Coligação Nacional (50), Liga Verde (15) e Partido do Povo Sueco (9), totalizando 125 assentos. Conhecido como "governo azul-verde", foi empossado oficialmente pela presidente Tarja Halonen em 24 de abril de 2007. O novo Parlamento elegeu Vanhanen como primeiro-ministro em 17 de abril de 2007. Pela primeira vez desde 1995, os Social Democratas ficaram na oposição.